# Tanskinkari
Tanskinkari med Lanakari i söder är en ö i Finland. Den ligger i Bottenviken och i kommunen Torneå i den ekonomiska regionen  Kemi-Torneå i landskapet Lappland, i den norra delen av landet. Ön ligger omkring 100 kilometer sydväst om Rovaniemi och omkring 630 kilometer norr om Helsingfors.
Öns area är 6 hektar och dess största längd är 0,7 kilometer i nord-sydlig riktning.